# سوسک‌های جیکوبسونی
سوسک‌های جیکوبسونی (نام علمی: Jacobsoniidae) نام یک تیره از فروراسته مته‌سوسک‌ریختان است.